# Lollok József
Lollok József (Körmöcbánya, 1824. november 16. – 1913)  esztergomi prépost-kanonok, majd lazarista szerzetes.

## Élete
Lollok Károly bányatanácsos és bányaakadémiai tanár és Lucam Karolina fia. Iskolái befejeztével szatmári egyházmegyei növendékpapként bölcseletet és teológiát tanult Szatmáron (az I. évi teológiát 1842-43-ban Pesten). 1848. április 22-én szentelték fel, ezután segédlelkész volt Munkácson, Nagybányán és Szatmáron. 1851-ben az esztergomi főegyházmegyei papok közé lépett és segédlelkész lett Selmecbányán. 1852-től nagyszombati főgimnáziumi tanár, 1861-től a bécsi Pázmáneum lelki igazgatója, 1868 júliusától nagyszombati szentszéki ülnök, 1874. július 3-tól pápai kamarás, 1876. június 5-től esztergomi kanonok és papnevelő igazgató, majd Nagyváradról címzetes prépost, pázmáneumi rector s a pápa házi főpapja. 1888. május 12-én sasvári főesperessé lépett elő. 1890. augusztus 27-én lemondott javadalmáról, rangjáról és összes címéről és a lazaristák rendjébe lépett. Magyarországon többször tartott missziókat.

## Művei
- Maerzveilchen dargebracht der Königin des Himmels Maria durch den Marien-Verein der Gymnasial-Schüler zu Tyrnau. Tyrnau, 1854.
- Hirtenbrief des Fürstprimas von Ungarn, Erzbischofs von Gran, gelegentlich seiner Reise zum Concilium Vaticanum... nach dem ungarischen Originaltexte veröffentlicht... Wien, 1869.
- Norma vitae Sacerdotalis privatim et publice agendae. Auctore P. Benedicto Valuy, S. J. sacerdote edita et in linguam latinam translata... Uo. 1870.
- Rede, gehalten in der 17. General-Versammlung des St. Josef von Arimathaea-Vereines. Uo. 1874.
- Preces in usum collegii Pázmániani anno a partu Virginis 1874. XXVIII. Sacri principatus Pii P. IX. Uo. 1875.
- Ansprache, gehalten in der Gen-Versammlung des Frauen-Wohlthätigkeits-Vereines für Wien und Umgebung. Uo. 1875.
- Ignis holokausti seu affectus ex divinis literis et sanctis patribus collecti. Editio nova. Uo. 1890.